# Мохаммед Шавки
Мохаммед Шавки Али Салям (араб. محمد شوقي‎; 15 октября 1981, Порт-Саид) — египетский футболист, полузащитник. Выступал в сборной Египта. На Кубке африканских наций 2006 года без замен провёл все матчи.

## Карьера игрока
Шавки начал карьеру в клубе «Аль-Масри», откуда перебрался в клуб «Аль-Ахли» из Каира, где зарекомендовал себя, как игрока с хорошим дальним ударом, забив несколько голов за клуб.
Подписал трёхлетний контракт с «Мидлсбро» 31 августа 2007 года. Сумма трансфера составила — £650,000.
Шавки дебютировал за «Боро» в матче 3-го раунда Кубка лиги против «Тоттенхэма» 26 сентября 2007 года.
В первом матче сборной на Кубке конфедераций 2009 года в ЮАР, забил гол в ворота сборной Бразилии (Египет уступил 3:4).

## Достижения
Египет
- Бронзовый призёр Чемпионата мира по футболу среди молодёжных команд 2001 года
- Победитель Кубка Африканских наций (2): 2006, 2008

«Аль-Ахли»
- Бронзовый призёр Клубного чемпионата мира по футболу 2006 года
- Победитель Лиги чемпионов КАФ 2006 года
- Победитель Лиги Чемпионов КАФ 2005 года
- Чемпион Египта (3): 2004/05, 2005/06, 2006/07
- Победитель Суперкубка КАФ 2006, 2007
- Победитель Кубка Египта 2006, 2007
- Победитель Суперкубка Египта 2005, 2006, 2007